# Магнитен импеданс
Магнитен импеданс (SI: -Ω−1) е отношението на синусоидално магнитно напрежение {\displaystyle N_{\mathrm {m} }} към синусоидален магнитен ток {\displaystyle I_{\mathrm {Mm} }}. Също като електрическия импеданс, магнитният импеданс е комплексна променлива:
{\displaystyle z_{\mathrm {M} }={\frac {N}{I_{\mathrm {M} }}}={\frac {N_{\mathrm {m} }}{I_{\mathrm {Mm} }}}}
Магнитният импеданс също се нарича и пълно магнитно съпротивление. Извежда се от:
{\displaystyle r_{\mathrm {M} }=z_{\mathrm {M} }\cos \phi } – активното магнитно съпротивление (реално)
{\displaystyle x_{\mathrm {M} }=z_{\mathrm {M} }\sin \phi } – реактивното магнитно съпротивление (имагинерно)
Фазовият ъгъл {\displaystyle \phi } на магнитния импеданс е:
{\displaystyle \phi =\arctan {\frac {x_{\mathrm {M} }}{r_{\mathrm {M} }}}}